# David Ferrer
David Ferrer (Xàbia, 2 de abril de 1982), é um ex-tenista profissional espanhol, que na modalidade de simples chegou a ser o número 3 do ranking mundial masculino da ATP. Dono de 29 títulos no circuito da ATP, sendo que 27 em simples e 2 em duplas, é conhecido como um especialista na superfície de saibro, tendo ganho vários dos seus títulos nessa superfície. No entanto, teve um sucesso significativo em todas as outras superfícies, ganhando títulos também na superfície de grama e quadra dura.
Em 2007, chegou à final do Tennis Masters Cup (a partir de 2009 o nome do torneio mudou para ATP World Tour Finals), porém perdeu o título para o suíço Roger Federer.
Ele fez parte da equipe espanhola que ganhou a Copa Davis em 2008, 2009 e 2011.
Fez 7 finais de simples em torneios ATP Masters 1000 e ganhou uma, o Masters de Paris de 2012.
Em 2013, chegou a final do Grand Slam de Roland Garros, mas perdeu o título para o compatriota Rafael Nadal. Já nos outros torneios do Grand Slam de tênis, fez duas semifinais tanto no Open da Austrália como no US Open e quartas de final no Torneio de Wimbledon.
Aposentou-se em 2019, após o ATP de Madri, aos 37 anos. Ganhou ainda uma partida de simples do forte torneio de ATP Masters 1000.

## Carreira

### 2002: Primeiro título ATP
Em 2002, ele ganhou seu primeiro título em simples no circuito ATP. E foi o ATP World Tour 250 de Bucareste na Romênia, quando venceu o argentino José Acasuso na decisão por 6-3 e 6-2.
Ainda nesse ano chegou a mais uma final, a do ATP de Umag na Croácia, mas perdeu na final para o compatriota Carlos Moyà por 6-3 e 6-2.

### 2003
Em 2003, foi vice-campeão do ATP World Tour 250 de Sopot na Polônia, perdendo a final para o argentino Guillermo Coria por 7–5 e 6–1.
Também em 2003, atuando ao lado do compatriota Fernando Vicente, chegou a final em duplas do ATP World Tour 500 de Acapulco no México, mas perdeu o título para a dupla formada por Mark Knowles e Daniel Nestor por 6–3 e 6-3.
Em 2003 entrou pela primeira vez no top 50 do ranking mundial de simples.

### 2005
Em 2005, foi vice-campeão do ATP World Tour 500 de Valencia na Espanha, perdendo a final para o russo Igor Andreev por 3–6, 7–5 e 6–3.
Ainda nesse ano teve outros resultados relevantes, pois foi campeão em duplas do ATP World Tour 500 de Acapulco no México, e do ATP World Tour 250 de Viña del Mar, Chile, vencendo respectivamente nas finais as duplas formadas por Jiří Vaněk  e Tomáš Zíb no ATP mexicano e František Čermák e Leoš Friedl no ATP Chileno.

### 2006
O espanhol David Ferrer iniciou a temporada alcançando as quartas de final do ATP de Auckland, na Nova Zelândia, onde foi eliminado do torneio pelo tenista belga Olivier Rochus.
Logo depois, ele entrou no top 10 do ranking da ATP pela primeira vez, após uma quarta rodada no Grand Slam do Open da Austrália, onde ele derrotou durante o torneio ao croata Mario Ančić, mas perdeu para o italiano Fabrice Santoro.
Em março, ele chegou à semifinal do Masters de Miami pelo segundo ano consecutivo, onde ele derrotou o norte-americano e então nº 4 do mundo, Andy Roddick, mas perdeu para o suíço Roger Federer.
O segundo torneio de saibro que David Ferrer disputou durante a temporada foi o Masters de Monte Carlo, em Mônaco, onde Ferrer também perdeu para o suíço Roger Federer.
David Ferrer também alcançou as quartas de final do Masters de Hamburgo, na Alemanha. Sendo eliminado da competição pelo compatriota e futuro campeão do torneio Tommy Robredo.
Depois, o espanhol alcançou a terceira rodada no Grand Slam de Roland Garros. Já no Grand Slam de Wimbledon, Ferrer alcançou a quarta rodada, onde derrotou o chileno Fernando González na terceira rodada, mas perdeu na quarta rodada para o australiano Lleyton Hewitt.
Em julho, David Ferrer conquistou seu segundo título ATP da carreira. Onde ele ganhou o torneio ATP de Stuttgart, na Alemanha, superando na final o argentino José Acasuso por 3 sets a 2, com parciais de 6-4, 3-6, 6-7(3), 7-5 e 6-4.
Já em agosto, Ferrer alcançou as quartas de final do Masters de Cincinnati, onde durante o torneio ele derrotou o cipriota Marcos Baghdatis, então nº 10 do mundo, mas perdeu para o chileno Fernando González.
Em seguida, o espanhol David Ferrer alcançou a terceira rodada do torneio de New Heaven, nos EUA. E ele foi eliminado da competição norte-americana pelo tenista argentino Agustín Calleri.
No Grand Slam do US Open, David Ferrer chegou à terceira rodada do torneio norte-americano pelo segundo ano consecutivo, mas perdeu para o russo Mikhail Youzhny.
O espanhol David Ferrer encerrou a temporada de 2006, alcançando as quartas de final do ATP da Basileia, na Suíça, onde perdeu para o tenista suíço Roger Federer.
Ele terminou o ano de 2006 como 14° colocado do ranking mundial e no top 15 mundial pelo segundo ano consecutivo. E foi nesse ano que ele entrou no top 10 do ranking mundial da ATP pela primeira vez

### 2007: Finalista doATP World Tour Finals
O espanhol David Ferrer iniciou a temporada ganhando o ATP de Auckland, na Nova Zelândia. Onde na decisão do torneio ele derrotou o compatriota Tommy Robredo por 2 sets a 0, com parciais de 6-4 e 6-2.
Depois, pelo Grand Slam do Open da Austrália, ele derrotou Kristian Pless, Thomas Johansson e Radek Štěpánek, mas perdeu na quarta rodada do torneio para o norte-americano Mardy Fish em cinco sets.
Um mês mais tarde, o espanhol David Ferrer continuou evoluindo no circuito mundial de tênis profissional e alcançou as quartas de final do torneio ATP de Roterdã, na Holanda.
Depois, ele alcançou as quartas de final dos Masters de Indian Wells e Monte Carlo e também chegou à quarta rodada do Masters de Miami, as semifinais do ATP de Barcelona e as quartas de final do Masters de Hamburgo.
No Grand Slam de Roland Garros, ele foi eliminado pelo compatriota Fernando Verdasco na terceira rodada. Já no Grand Slam de Wimbledon, ele foi eliminado na segunda rodada pelo francês Paul-Henri Mathieu.
Em julho, conquistou o ATP de Bastad na Suécia, seu segundo título do ano e o quarto de sua carreira profissional, vencendo na final o compatriota Nicolás Almagro em sets diretos por 6-1 e 6-2.
Depois, David Ferrer alcançou as quartas de final do Masters de Cincinnati, nos E.U.A. Onde durante a competição derrotou o norte-americano Andy Roddick na terceira rodada do torneio.
Pelo Grand Slam do US Open, ele venceu David Nalbandian, Rafael Nadal e Juan Ignacio Chela para alcançar sua primeira semifinal de Grand Slam, mas foi impedido de chegar a decisão ao perder para o sérvio Novak Djokovic. E com sua performance no US Open ele se tornou o nº 8 do ranking mundial.
Em outubro, Ferrer conquistou seu terceiro título do ano em Tóquio, no Japão. Onde derrotou o francês Richard Gasquet na final do ATP de Tóquio em sets diretos, pelas parciais de 6-1 e 6-2.
Ainda em outubro, depois do título em Tóquio, Ferrer decepciona e perde na estreia do ATP da Basileia, na Suíça. Então cabeça de chave número 3 do torneio, ele foi surpreendido pelo argentino Agustín Calleri em sets diretos por 6/4 e 7/6(3).
Já pelo Masters de Paris, na França, o espanhol David Ferrer alcançou as quartas de final do torneio, mas foi impedido de avançar na competição ao perder para o argentino David Nalbandian.
No final da temporada, Ferrer alcançou à final do Tennis Masters Cup (a partir de 2009 o nome do torneio mudou para ATP World Tour Finals), mas perdeu o título para o suíço Roger Federer por 6–2, 6–3 e 6–2.

### 2008
O espanhol David Ferrer iniciou a temporada como cabeça de chave número 1 do ATP de Auckland, na Nova Zelândia. Então 5° colocado do ranking mundial, ele caiu nas quartas de final diante do francês Julien Benneteau por 2 sets a 0, parciais de 6/4 e 6/0.
Logo depois, Ferrer alcançou as quartas de final no Grand Slam do Open da Austrália. E durante o torneio ele derrotou o compatriota Juan Carlos Ferrero, em quatro sets, pelas oitavas de final, antes de cair para o futuro campeão do torneio, Novak Djokovic, nas quartas.
Em fevereiro, David Ferrer então 5° colocado do ranking mundial, foi cabeça de chave número 3 do ATP de Roterdã, na Holanda. E ele venceu o italiano Simone Bolelli na estreia, em sets diretos, por 6/4 e 7/5. Já na segunda rodada, em partida válida pelas oitavas de final, ele foi eliminado do torneio pelo alemão Mischa Zverev. Mas apesar de perder na segunda rodada do ATP de Roterdã, em 25 de fevereiro, Ferrer tornou-se o nº 4 do ranking mundial masculino de simples.
Já em abril, ele conquistou seu primeiro título ATP do ano e o sexto de sua carreira. Para isso acontecer, ele salvou três match points contra o compatriota Fernando Verdasco nas quartas de final e derrotou o compatriota Nicolás Almagro na final do ATP de Valência na Espanha, por 2 sets a 1 e parciais de 4-6, 6-2 e 7-6(2).
Logo depois, Ferrer chegou às quartas de final no Masters de Monte Carlo, perdendo para o compatriota e futuro campeão do torneio Rafael Nadal, apesar de ter cinco set points no segundo set da partida.
Na semana seguinte, David Ferrer chegou à final do ATP de Barcelona na Espanha, depois de derrotar Nicolás Lapentti, Tommy Robredo e Stanislas Wawrinka. Mas, ele perdeu na decisão do torneio para o compatriota Rafael Nadal por 2 sets a 1, com parciais de 6–1, 4–6 e 6–1.
Em seguida, Ferrer chegou as quartas de final do Grand Slam de Roland Garros. Onde nas três primeiras rodadas, ele derrotou Steve Darcis, Fabrice Santoro e Lleyton Hewitt. Já na quarta rodada, em partida válida pelas oitavas de final, ele derrotou o tcheco Radek Štěpánek. E ele só foi derrotado nas quartas de final para o francês Gaël Monfils, em quatro sets.
Ferrer, em seguida, começou a sua temporada de quadra de grama com título do ATP de 's-Hertogenbosch nos Países Baixos. Em seu caminho até a decisão, ele derrotou o croata Mario Ancic e o argentino Juan Martín del Potro. Já na final ele venceu o francês Marc Gicquel, em dois sets, por 6-4 e 6-2 . Esse foi o seu segundo título do ano, o sétimo da carreira e o primeiro em quadra de grama. Com esta conquista, ele se tornou no segundo espanhol (o primeiro foi Nadal) a vencer um torneio disputado em quadra de grama depois de mais de 35 anos.
Depois, pelo Grand Slam de Wimbledon, Ferrer derrotou o ucraniano Sergiy Stakhovsky na primeira rodada. Já na segunda rodada, ele derrotou o russo Igor Andreev em quatro sets. Mas, na terceira rodada foi eliminado pelo croata Mario Ancic em quatro sets.
Em seguida, representou a Espanha nos Jogos Olímpicos de Verão de 2008. Mas o espanhol David Ferrer foi eliminado pelo sérvio Janko Tipsarevic na primeira rodada da competição.
No Grand Slam do US Open, David Ferrer chegou à terceira rodada da competição. E ele salvou cinco match points antes de perder a partida para o japonês Kei Nishikori, em uma das maiores surpresas do torneio naquele ano.
Logo depois, o espanhol David Ferrer foi derrotado na segunda rodada do ATP de Pequim, na China, pelo israelense Dudi Sela por dois sets a zero, com parciais de 3-6 e 3-6.
Em seguida, depois de uma primeira rodada bye, David Ferrer perdeu na segunda rodada do Masters de Madri para o compatriota Feliciano López por 2 sets a 0, com parciais de 4-6 e 6-7.
Ainda nessa temporada, ele também fez parte da equipe espanhola que ganhou a Copa Davis em 2008.
No fim do ano, o espanhol David Ferrer havia saído do top 10 mundial.

### 2009
Em 2009, Ferrer se manteve entre os 20 melhores do mundo, ao obter vários resultados consideráveis, como as finais dos ATPs World Tour 500 de Dubai e de Barcelona, perdendo respectivamente as finais para Novak Đjoković no ATP dos Emirados Árabes Unidos e Rafael Nadal no ATP espanhol. Mas durante o ano não obteve nenhum título em simples.
Ele também fez parte da equipe espanhola que ganhou a Copa Davis em 2009.

### 2010
Já em 2010, David Ferrer voltou ao top 10 do ranking mundial masculino.
Ganhou o ATP World Tour 500 de Acapulco no México, onde derrotou na final do torneio ao também espanhol Juan Carlos Ferrero por 2 sets a 1 e pelas parciais de 6-3, 3-6 e 6-1.
Chegou a final do ATP World Tour 250 de Buenos Aires na Argentina, perdendo o titulo de virada para o compatriota Juan Carlos Ferrero pelas parciais de 5–7, 6–4 e 6–3.
Depois, seguidamente, chegou à semifinal do ATP Masters 1000 de Monte Carlo, à final do ATP Masters 1000 de Roma (sendo eliminado por Rafael Nadal  em ambas as competições) e à semifinal do Madrid Masters (perdendo para Roger Federer).
No segundo semestre, chegou à final do ATP World Tour 500 de Pequim na China, perdendo o título para o sérvio Novak Đjoković em sets diretos, pelas parciais de 6-2 e 6-4.
Nessa temporada ele ganhou o ATP World Tour 500 de Valencia na Espanha, batendo na final do torneio ao compatriota Marcel Granollers por 2 sets a 0, parciais de 7-5 e 6-3.

### 2011
Em 2011, conseguiu alguns resultados relevantes, pois foi campeão do ATP World Tour 250 de Auckland, Austrália, em cima do argentino David Nalbandian por 6-3, 6-2 e do ATP World Tour 500 de Acapulco, México, vencendo na final o compatriota Nicolás Almagro por 7-6(4), 6-7(2), 6-2.
Chegou as finais dos  ATP Masters 1000 de Monte Carlo e de Shanghai Masters, perdendo respectivamente as finais para Rafael Nadal no ATP de Mônaco e Andy Murray no ATP chinês.
Fez ainda mais duas finais, uma no ATP World Tour 250 de Bastad, Suécia, onde perdeu para o sueco Robin Söderling por duplo 6–2 e outra no ATPs World Tour 500 de Barcelona, Espanha, onde perdeu para Rafael Nadal por 6-2, 7-5.
Também nesse ano fez boa campanha no Grand Slam do Open da Austrália e chegou à semifinal.
Ele também fez parte da equipe espanhola que ganhou a Copa Davis em 2011.
Encerrou o ano de 2011 como o número 5 do mundo.

### 2012: Campeão doMasters de Paris
2012 foi o ano que o espanhol David Ferrer conseguiu mais títulos, pois chegou a oito finais e dessas ganhou sete.
Ele foi campeão dos torneios ATP World Tour 250 de Auckland na Austrália, Buenos Aires, na Argentina, 's-Hertogenbosch nos Países Baixos e Bastad na Suécia.
Ganhou ainda os ATP World Tour 500 de Acapulco no México e Valencia na Espanha.
Pelo Masters 1000 de Monte Carlo, ele foi derrotado na 2ª rodada. Então atual vice-campeão do torneio e sexto colocado do ranking mundial, David Ferrer perdeu para o brasileiro Thomaz Bellucci por 2 sets a 0, com parciais de 6/3 e 6/2.
Em novembro de 2012, Ferrer conquistou seu primeiro título ATP Masters 1000, no Masters de Paris, na França. Onde durante o torneio venceu tenistas como Andy Murray, Janko Tipsarevic e Jerzy Janowicz. Este último, na final, em sets diretos, por 6-4 e 6-3.
Foi finalista do ATP World Tour 500 de Barcelona, porém perdeu o título para o compatriota Rafael Nadal em sets diretos, pelas parciais de 7-6(1) e 7-5.
Também nesse ano fez boa campanha nos Grand Slams e chegou as quartas de final de Wimbledon e à semifinal do US Open.

### 2013: Finalista doGrand Slam de Roland Garros
Em 2013, conseguiu alguns resultados significativos, pois foi campeão dos ATPs World Tour 250 de Auckland na Austrália e Buenos Aires, na Argentina, derrotando respectivamente nas finais, o alemão Philipp Kohlschreiber no ATP australiano e o suíço Stanislas Wawrinka no ATP argentino.
Foi finalista dos ATPs Masters 1000 de Miami e Paris Masters, onde perdeu para o escocês Andy Murray no ATP norte americano e o sérvio Novak Đjoković no ATP francês.
Ele foi finalista também dos ATPs World Tour 250 de Estocolmo na Suécia e Oeiras em Portugal.
E ainda em 2013 foi finalista dos ATPs World Tour 500 de Acapulco no México e Valencia na Espanha.
Também nesse ano fez boa campanha nos Grand Slams, onde chegou a final de Roland Garros, porém perdeu o título para o também espanhol Rafael Nadal por 6-3, 6-2 e 6-3. Já no Grand Slam do Open da Austrália chegou a semifinal.
Em 2013 chegou a ser número 3 do ranking mundial masculino.

### 2014
No início da temporada de 2014, Ferrer alcançou as quartas de final do Grand Slam do Open da Austrália. E ele foi eliminado do torneio pelo tcheco Tomáš Berdych, que o derrotou por 3 sets 1, parciais de 6/1, 6/4, 2/6 e 6/4, em 3 horas e 4 minutos de confronto.
Em fevereiro, foi campeão do ATP 250 de Buenos Aires, na Argentina, onde venceu o italiano Fabio Fognini na decisão por 2 sets a 0, com parciais de 6-4 e 6-3. E com isso, ele conquistou o terceiro título do ATP 250 de Buenos Aires, na Argentina.
Ainda em fevereiro, foi cabeça de chave n° 2 do ATP 500 do Rio Open, no Brasil. E o espanhol David Ferrer alcançou a semifinal, mas parou aí, pois perdeu para o ucraniano Alexandr Dolgopolov pelo placar de 2 sets a 0, com parciais de 6/4 e 6/4.
Foi finalista do ATP Master 1000 de Cincinnati, mas perdeu o título para o suíço Roger Federer por 6-3, 1-6, 6-2.
Foi vice-campeão do ATP World Tour 500 de Hamburgo, na Alemanha, perdendo na final para o argentino Leonardo Mayer pelo placar de 2 sets a 1, com parciais de 6-7 (3/7), 6-1 e 7-6 (7/4).
Em seguida chegou as quartas de final do Grand Slam de Roland Garros, porém perdeu para Rafael Nadal por 4-6, 6-4, 6-0, 6-1. Pelo Grand Slam de Wimbledon chegou a segunda rodada.
Já no Grand Slam do US Open foi derrotado na terceira rodada pelo francês Gilles Simon, então 31º no ranking mundial masculino, por 3 sets a 1, com parciais de 6/3, 3/6, 6/1 e 6/3.
Logo depois, pelo ATP 250 de Shenzhen, na China, o espanhol David Ferrer, cabeça de chave número 1, acabou superado na primeira rodada pelo sérvio Viktor Troicki em sets diretos pelo placar final de 6/3 e 6/4.
Em seguida, ele disputou o ATP 500 de Tóquio, no Japão, mas a fase de David Ferrer definitivamente não era das melhores, pois ele acabou eliminado logo em sua estreia, perdendo de virada para o compatriota Marcel Granollers, com parciais de 6-4, 4-6 e 4-6. Esta foi a terceira derrota seguida de Ferrer, que também não passou do primeiro jogo no ATP de Shenzhen e parou na terceira rodada do US Open.
Em outubro, David Ferrer e o escocês Andy Murray disputaram a final do ATP 250 de Viena na Áustria. Melhor para o escocês, que derrotou o espanhol por 2 sets a 1, parciais de 7/5, 2/6 e 5/7, em 2 horas e 41 minutos de partida, e conquistou o título do torneio austríaco. O espanhol David Ferrer, que levantou apenas uma taça em 2014, tentava o seu 22º título de simples na carreira.
Ainda em outubro, Ferrer foi novamente derrotado pelo escocês Andy Murray, mas dessa vez pelo ATP 500 de Valência na Espanha. O espanhol perdeu em dois sets apertados, com parciais de 4-6 e 5-7. Uma semana antes ele já tinha sido derrotado pelo escocês Andy Murray na final do ATP 250 de Viena.
No Masters 1000 de Paris na França, o espanhol David Ferrer era o quarto favorito na competição, mas acabou superado nas quartas de final do torneio pelo japonês Kei Nishikori por 2 sets a 1, com parciais de 6/3, 6/7 (5-7) e 4/6, em duelo de 2 horas e 45 minutos de duração.
Em novembro, Ferrer teve a oportunidade de jogar o ATP World Tour Finals de Londres, entrando na última rodada como substituto do canadense Milos Raonic. Mas perdeu de virada para o japonês Kei Nishikori por 6-4, 4-6 e 1-6.

### 2015
A estreia de David Ferrer no circuito ATP de 2015 ocorreu no início de janeiro, pelo ATP 250 de Doha, no Qatar. Quarto cabeça de chave do torneio, o espanhol teve um pouco de dificuldade na primeira rodada e precisou virar o jogo contra o holandês Thiemo de Bakker. A partida terminou com as parciais de 6/7 (4-7), 6/4 e 6/3. Já na segunda rodada, em duelo válido pelas oitavas de final, Ferrer teve pela frente o compatriota Feliciano López e também conseguiu avançar, mas dessa vez com relativa tranquilidade. O então décimo colocado do ranking mundial masculino venceu o duelo espanhol por 2 sets a 0, com parciais de 6/3 e 6/2. Na terceira rodada, em partida válida pelas quartas de final, o espanhol bateu o alemão Dustin Brown por 2 sets a 0, com um duplo 6/2. Na semifinal, David Ferrer levou os três sets que disputou para o tiebreak, mas derrotou o croata Ivo Karlovic, de virada, com parciais de 6/7 (2-7), 7/6 (7-5) e 7/6 (7-4). Já na decisão do ATP 250 de Doha, ele levou a melhor contra o tcheco Tomáš Berdych, triunfando em sets diretos, com parciais de 6/4 e 7/5. Este foi seu 22° título na carreira e o nono em piso sintético.
Logo depois, derrotou o brasileiro Thomaz Bellucci pela primeira rodada do Grand Slam do Open da Austrália. O espanhol perdeu o primeiro set para o brasileiro no tiebreak e perdia o segundo por 2 games a 0, quando iniciou uma reação fenomenal, ganhando 12 games consecutivos e dominando a partida, com direito a um pneu no terceiro set. Então nono cabeça de chave do torneio e número 10 do ranking mundial, Ferrer venceu Bellucci por 3 sets a 1, com parciais de 6-7(2/7), 6-2, 6-0 e 6-3. Na segunda rodada, ele também perdeu o primeiro set, mas venceu de virada o ucraniano Sergiy Stakhovsky por 3 sets a 1, parciais de 5-7, 6-3, 6-4 e 6-2. Pela terceira rodada, ele sofreu em uma partida que teve duração de 3 horas e 40 minutos, mas venceu o francês Gilles Simon por 3 sets a 1, com parciais de 6-2, 7-5, 5-7 e 7-6 (7/4). Já nas oitavas de final, o tenista espanhol não conseguiu passar pelo japonês Kei Nishikori, e perdeu por 3 sets a 0, pelas parciais de 6-3, 6-3 e 6-3.
Em fevereiro, ele foi cabeça de chave n° 2 do ATP 500 do Rio Open, no Brasil. E David Ferrer (então 9º do mundo) não brilhou na estreia, mas venceu o compatriota Daniel Gimeno-Traver, oriundo do qualifying, por 2 sets a 0, com parciais de 6/4 e 6/3. Na partida seguinte, válida pelas oitavas de final, o que parecia difícil, de repente, ficou fácil. Pois após vencer o primeiro set apenas no tie-break, David Ferrer avançou na competição depois que o holandês Thiemo de Bakker abandonou a partida por problemas estomacais. Já nas quartas de final, Ferrer sofreu com o calor, mas avançou ao derrotar o argentino Juan Monaco por 2 sets a 1 e parciais de 6/3, 4/6 e 6/2. Na sua próxima partida, válida pela semifinal, ele ganhou do austríaco Andreas Haider-Maurer, em dois sets e placar final de 7/5 e 6/1. Já na final, Ferrer enfrentou o italiano Fabio Fognini. E o espanhol mostrou excelente movimentação, chegando em todas as bolas. Com isso, ele selou a vitória em sets diretos, aplicando placar final de 6/2 e 6/3. O título do ATP 500 do Rio Open foi o 23° da carreira de David Ferrer, sendo o primeiro dele no Brasil e o segundo na temporada.
Na semana seguinte, David Ferrer manteve o embalo e estreou com vitória no ATP 500 de Acapulco, no México. O espanhol venceu na primeira rodada o holandês Igor Sijsling, por 2 sets a 0, com parciais de 6/3 e 7/6(4). Já nas oitavas de final, bateu o bósnio naturalizado australiano Marinko Matosevic por 2 sets a 0, com parciais de 7/6(3) e 6/4. Logo depois, manteve a boa fase e venceu o australiano Bernard Tomic nas quartas de final por 6/4, 3/6 e 6/1. Em seguida, pela semifinal, ele perdeu o primeiro set da partida, mas depois mostrou sua superioridade sobre o norte-americano Ryan Harrison e avançou à decisão do torneio ao derrotar o adversário por 2 sets a 1, com parciais de 4/6, 6/0 e 6/0. Já na final, David Ferrer conseguiu sua revanche contra o japonês Kei Nishikori, tenista que o derrotou no Open da Austrália, e conquistou seu quarto título do ATP 500 de Acapulco ao superar o tenista asiático por 2 sets a 0, com parciais de 6/3 e 7/5. O título do ATP 500 de Acapulco foi o 24° da carreira do espanhol e o terceiro dele nos quatro primeiros torneios que ele disputou em 2015, já que ele também foi campeão do ATP 250 de Doha e do ATP 500 do Rio Open. E com a conquista, ele conseguiu a façanha de ganhar dois torneios em semanas consecutivas em pisos distintos, já que vinha do título no saibro do Rio Open na semana anterior. Isso não acontecia desde o tcheco Ivan Lendl em 1985. Ferrer também passou a dividir com o austríaco Thomas Muster o posto de maior campeão do ATP 500 de Acapulco, no México, ambos com quatro títulos. O espanhol já tinha vencido o torneio consecutivamente entre 2010 e 2012. Já o austríaco, ex-líder do ranking mundial masculino, levantou o troféu da competição mexicana em 1993, 1994, 1995 e 1996.
Depois, ele disputou o Masters 1000 de Indian Wells, nos Estados Unidos. E na estreia ele teve muito trabalho, mas virou uma partida intensamente disputada e repleta de ótimos lances diante do croata Ivan Dodig, pelo placar de 4/6, 6/1 e 7/6(6). Essa foi a 19ª vitória de Ferrer em 20 partidas feitas nesta temporada. Logo depois, o espanhol David Ferrer (então 8º no ranking mundial) entrou em quadra com status de pleno favorito contra o australiano Bernard Tomic, então número 35 do mundo, mas acabou sendo surpreendido e perdeu pelas parciais de 5/7 e 4/6 em 1 hora e 38 minutos de partida.
Na semana posterior, David Ferrer precisou de apenas 58 minutos para 'atropelar' o canhoto argentino Federico Delbonis por 2 sets a 0, com um duplo 6/1, em sua estreia no Masters 1000 de Miami, nos Estados Unidos. Em seguida, depois de uma hora e 32 minutos de jogo, Ferrer passou pelo tcheco Lukas Rosol por 2 sets a 0, com parciais de 6/4 e 7/5. Logo depois, como último espanhol remanescente na chave de simples do torneio de
Miami, Ferrer bateu o francês Gilles Simon nas oitavas de final em dois sets
completamente distintos (7/6 e 6/0) e estendeu seu número de vitórias contra o rival
para sete em nove confrontos. Já na semifinal, Ferrer foi eliminado da competição ao perder para o sérvio Novak Djokovic por 2 sets a 0 (duplo 5/7).

## Grand Slam finais

### Simples: 1 (1 vice)
| Resultado | Ano  | Campeonato       | Piso   | Oponente     | Placar        |
| --------- | ---- | ---------------- | ------ | ------------ | ------------- |
| Vice      | 2013 | Aberto da França | Saibro | Rafael Nadal | 3–6, 2–6, 3–6 |

### Simples: 1 (1 runner-up)
| Resultado | Ano  | Campeonato | Piso     | Oponente      | Placar        |
| --------- | ---- | ---------- | -------- | ------------- | ------------- |
| Runner-up | 2007 | Shanghai   | Hard (i) | Roger Federer | 2–6, 3–6, 2–6 |

### Simples: 7 (1 title, 6 runners-up)
| Resultado | Ano  | Campeonato  | Piso     | Oponente       | Placar             |
| --------- | ---- | ----------- | -------- | -------------- | ------------------ |
| Vice      | 2010 | Roma        | Saibro   | Rafael Nadal   | 5–7, 2–6           |
| Vice      | 2011 | Monte Carlo | Saibro   | Rafael Nadal   | 4–6, 5–7           |
| Vice      | 2011 | Shanghai    | Duro     | Andy Murray    | 5–7, 4–6           |
| Campeão   | 2012 | Paris       | Duro (i) | Jerzy Janowicz | 6–4, 6–3           |
| Vice      | 2013 | Miami       | Hard     | Andy Murray    | 6–2, 4–6, 6–7(1–7) |
| Vice      | 2013 | Paris       | Duro (i) | Novak Djokovic | 5–7, 5–7           |
| Vice      | 2014 | Cincinnati  | Duro     | Roger Federer  | 3–6, 6–1, 2–6      |

## ATP Conquistas

### Simples (26)
| Legenda                 |
| Grand Slam (0)          |
| Tennis Masters Cup (0)  |
| ATP Masters 1000 (1)    |
| ATP World Tour 500 (10) |
| ATP World Tour 250 (15) |

| Títulos por superfície |
| Dura (8)               |
| Grama (2)              |
| Saibro (11)            |
| Carpete (0)            |

| Nr. | Data                    | Torneio                         | Superfície | Adversário            | Placar Final               |
| 1.  | 9 de Setembro de 2002   | Bucareste, Romênia              | Saibro     | José Acasuso          | 6-3, 6-2                   |
| 2.  | 17 de Julho de 2006     | Stuttgart, Alemanha             | Saibro     | José Acasuso          | 6-4, 3-6, 6-7(3), 7-5, 6-4 |
| 3.  | 13 de Janeiro de 2007   | Auckland, Nova Zelândia         | Dura       | Tommy Robredo         | 6-4, 6-2                   |
| 4.  | 15 de Julho de 2007     | Bastad, Suécia                  | Saibro     | Nicolás Almagro       | 6-1, 6-2                   |
| 5.  | 7 de Outubro de 2007    | Tóquio, Japão                   | Dura       | Richard Gasquet       | 6-1, 6-2                   |
| 6.  | 20 de Abril de 2008     | Valencia, Espanha               | Saibro     | Nicolás Almagro       | 4-6, 6-2, 7-6(2)           |
| 7.  | 21 de Junho de 2008     | 's-Hertogenbosch, Países Baixos | Grama      | Marc Gicquel          | 6-4, 6-2                   |
| 8.  | 27 de Fevereiro de 2010 | Acapulco, México                | Saibro     | Juan Carlos Ferrero   | 6-3, 3-6, 6-1              |
| 9.  | 7 de Novembro de 2010   | Valencia, Espanha               | Dura (i)   | Marcel Granollers     | 7-5, 6-3                   |
| 10. | 15 de Janeiro de 2011   | Auckland, Nova Zelândia         | Dura       | David Nalbandian      | 6-3, 6-2                   |
| 11. | 26 de Fevereiro de 2011 | Acapulco, México                | Saibro     | Nicolás Almagro       | 7-6(4), 6-7(2), 6-2        |
| 12. | 14 de Janeiro de 2012   | Auckland, Nova Zelândia         | Dura       | Olivier Rochus        | 6–3, 6–4                   |
| 13. | 26 de Fevereiro de 2012 | Buenos Aires, Argentina         | Saibro     | Nicolás Almagro       | 4-6, 6-3, 6-2              |
| 14. | 3 de Março de 2012      | Acapulco, México                | Saibro     | Fernando Verdasco     | 6-1, 6-2                   |
| 15. | 23 de Junho de 2012     | 's-Hertogenbosch, Países Baixos | Grama      | Philipp Petzschner    | 6-3, 6-4                   |
| 16. | 15 de Julho de 2012     | Bastad, Suécia                  | Saibro     | Nicolás Almagro       | 6-2, 6-2                   |
| 17. | 28 de Outubro de 2012   | Valência, Espanha               | Dura (i)   | Alexandr Dolgopolov   | 6-3, 1-6, 6-4              |
| 18. | 4 de Novembro de 2012   | Paris, França                   | Dura (i)   | Jerzy Janowicz        | 6-4, 6-3                   |
| 19. | 12 de Janeiro de 2013   | Auckland, Nova Zelândia         | Dura       | Philipp Kohlschreiber | 7-6(5), 6-1                |
| 20. | 24 de Fevereiro de 2013 | Buenos Aires, Argentina         | Saibro     | Stanislas Wawrinka    | 6-4, 3-6, 6-1              |
| 21. | 17 de Fevereiro de 2014 | Buenos Aires, Argentina         | Saibro     | Fabio Fognini         | 6-4, 6-3                   |
| 22. | 10 de Janeiro de 2015   | Doha, Qatar                     | Dura       | Tomas Berdych         | 6-4, 7-5                   |
| 23. | 22 de Fevereiro de 2015 | Rio Open, Brasil                | Saibro     | Fabio Fognini         | 6-2, 6-3                   |
| 24. | 01 de Março de 2015     | Acapulco, México                | Dura       | Kei Nishikori         | 6-3, 7-5                   |
| 25. | 04 de Outubro de 2015   | Kuala Lumpur, Malásia           | Dura       | Feliciano López       | 7-5, 7-5                   |
| 26. | 26 de Outubro de 2015   | Viena, Áustria                  | Dura       | Steve Johnson         | 4-6, 6-4, 7-5              |

### Duplas (2)
| N. | ANO  | Torneio             | superfície | Parceiro         | Oponentes na Final            | Placar        |
| -- | ---- | ------------------- | ---------- | ---------------- | ----------------------------- | ------------- |
| 1. | 2005 | Vina Del Mar, Chile | Saibro     | Santiago_Ventura | Gastón Etlis Martím Rodríguez | 6–3, 6–4      |
| 2. | 2005 | Acapulco, México    | Saibro     | Santiago_Ventura | Jiří Vaněk Tomáš_Zíb          | 4–6, 6–1, 6–4 |